# Nuoto ai campionati mondiali di nuoto 2024 - Staffetta 4x200 metri stile libero maschile
La gara della staffetta 4x200 metri stile libero maschile dei campionati mondiali di nuoto 2024 si è svolta il 16 febbraio 2024 presso l'Aspire Dome di Doha.

## Podio
| Pos.    | Nazione       | Atleta                                                                 |
| ------- | ------------- | ---------------------------------------------------------------------- |
| Oro     | Cina          | Ji Xinjie Wang Haoyu Pan Zhanle Zhang Zhanshuo                         |
| Argento | Corea del Sud | Yang Jae-hoon Kim Woo-min Lee Ho-joon Hwang Sun-woo Lee Yoo-yeon       |
| Bronzo  | Stati Uniti   | Luke Hobson Carson Foster Hunter Armstrong David Johnston Shaine Casas |

## Record
Prima della manifestazione il record del mondo (RM) e il record dei campionati (RC) erano i seguenti.
|  | 6'58"55 | Stati Uniti | 31 luglio 2009 Roma |
|  | 6'58"55 | Stati Uniti | 31 luglio 2009 Roma |

Durante la competizione non sono stati migliorati record.

## Programma
| Data             | Ora (UTC+3) | Turno    |
| ---------------- | ----------- | -------- |
| 16 febbraio 2024 | 10:49       | Batterie |
| 16 febbraio 2024 | 20:33       | Finale   |

## Risultati

### Batterie
| Pos. | Batteria | Corsia | Nazione       | Atleta | Tempo   | Note |
| ---- | -------- | ------ | ------------- | --- | ------- | ---- |
| 1    | 1        | 5      | Cina          | Ji Xinjie (1'46"68) Zhang Zhanshuo (1'46"93) Wang Haoyu (1'47"10) Pan Zhanle (1'46"22)                                          | 7'06"93 | Q    |
| 2    | 2        | 5      | Corea del Sud | Lee Ho-joon (1'47"60) Lee Yoo-yeon (1'47"13) Kim Woo-min (1'46"56) Hwang Sun-woo (1'46"32)                                      | 7'07"61 | Q    |
| 3    | 2        | 3      | Italia        | Alessandro Ragaini (1'47"63) Stefano Di Cola (1'47"15) Marco De Tullio (1'47"66) Filippo Megli (1'46"04)                        | 7'08"48 | Q    |
| 4    | 2        | 8      | Grecia        | Dimitrios Markos (1'47"26) Kōnstantínos Englezakis (1'47"14) Kōnstantínos Stamou (1'47"32) Andreas Vazaios (1'48"18)            | 7'09"90 | Q    |
| 5    | 1        | 7      | Lituania      | Danas Rapšys (1'45"78) Tomas Navikonis (1'47"38) Tomas Lukminas (1'48"07) Rokas Jazdauskas (1'48"74)                            | 7'09"97 | Q    |
| 6    | 2        | 4      | Gran Bretagna | Matthew Richards (1'47"46) Jack McMillan (1'47"83) Max Litchfield (1'46"88) Joe Litchfield (1'47"98)                            | 7'10"15 | Q    |
| 7    | 1        | 6      | Spagna        | Luis Domínguez (1'47"02) César Castro (1'46"06) Sergio de Celis (1'48"27) Carlos Quijada (1'49"28)                              | 7'10"63 | Q    |
| 8    | 1        | 4      | Stati Uniti   | Luke Hobson (1'46"86) Hunter Armstrong (1'46"81) David Johnston (1'48"16) Shaine Casas (1'48"87)                                | 7'10"70 | Q    |
| 9    | 1        | 3      | Brasile       | Fernando Scheffer (1'49"05) Guilherme da Costa (1'47"17) Eduardo Moraes (1'48"37) Breno Correia (1'47"20)                       | 7'11"79 |      |
| 10   | 2        | 6      | Canada        | Finlay Knox (1'48"17) Javier Acevedo (1'47"78) Blake Tierney (1'49"51) Lorne Wigginton (1'47"83)                                | 7'13"29 |      |
| 11   | 1        | 2      | Polonia       | Kamil Sieradzki (1'48"07) Mateusz Chowaniec (1'48"48) Mikołaj Filipiak (1'50"90) Christian Sztolcman (1'47"53)                  | 7'14"98 |      |
| 12   | 2        | 7      | Messico       | Jorge Iga (1'47"69) Andrés Dupont (1'47"08) Héctor Ruvalcaba (1'49"75) Dylan Porges (1'51"24)                                   | 7'15"76 |      |
| 13   | 1        | 1      | Bulgaria      | Petar Mitsin (1'48"04) Kaloyan Bratanov (1'50"43) Kaloyan Levterov (1'51"69) Yordan Yanchev (1'50"90)                           | 7'21"06 |      |
| 14   | 2        | 1      | Thailandia    | Dulyawat Kaewsriyong (1'54"25) Ratthawit Thammananthachote (1'51"45) Navaphat Wongcharoen (1'54"13) Tonnam Kanteemool (1'52"09) | 7'31"92 |      |
| 15   | 2        | 2      | Vietnam       | Trần Hưng Nguyên (1'53"99) Nguyễn Quang Thuấn (1'52"97) Ngô Đình Chuyền (1'53"28) Nguyễn Huy Hoàng (1'51"98)                    | 7'32"22 |      |

### Finale
| Pos. | Corsia | Nazione       | Atleta | Tempo   | Note |
| ---- | ------ | ------------- | --- | ------- | ---- |
|      | 4      | Cina          | Ji Xinjie (1'46"45) Wang Haoyu (1'45"69) Pan Zhanle (1'43"90) Zhang Zhanshuo (1'45"80)                               | 7'01"84 |      |
|      | 5      | Corea del Sud | Yang Jae-hoon (1'47"78) Kim Woo-min (1'44"93) Lee Ho-joon (1'45"47) Hwang Sun-woo (1'43"76)                          | 7'01"94 |      |
|      | 8      | Stati Uniti   | Luke Hobson (1'45"26) Carson Foster (1'43"94) Hunter Armstrong (1'45"73) David Johnston (1'47"15)                    | 7'02"08 |      |
| 4    | 7      | Gran Bretagna | Matthew Richards (1'46"22) Max Litchfield (1'46"89) Jack McMillan (1'46"39) Duncan Scott (1'45"59)                   | 7'05"09 |      |
| 5    | 3      | Italia        | Filippo Megli (1'46"82) Alessandro Ragaini (1'46"76) Matteo Ciampi (1'46"09) Stefano Di Cola (1'47"33)               | 7'07"00 |      |
| 6    | 6      | Grecia        | Dimitrios Markos (1'46"74) Kōnstantínos Englezakis (1'47"65) Kōnstantínos Stamou (1'48"02) Andreas Vazaios (1'46"69) | 7'09"10 |      |
| 7    | 2      | Lituania      | Danas Rapšys (1'46"37) Tomas Navikonis (1'47"86) Tomas Lukminas (1'48"13) Rokas Jazdauskas (1'49"21)                 | 7'11"57 |      |
| 8    | 1      | Spagna        | César Castro (1'47"01) Luis Domínguez (1'47"27) Sergio de Celis (1'48"30) Mario Mollà (1'49"07)                      | 7'11"65 |      |